# Gugerdczi
Gugerdczi – wieś w Iranie, w ostanie Azerbejdżan Zachodni, w szahrestanie Takab. W 2006 roku liczyła 191 mieszkańców.